# Видекинд фон Волфенбютел
Видекинд фон Волфенбютел (на немски: Widekind von Wolfenbüttel; Widukind, Widukindus; † сл. 13 ноември 1118) е първият известен благородник от фамилията „фон Волфенбютел“, построява водния замък Волфенбютел и е основател на град Волфенбютел. Прародител е на линията „фон дер Асебург“ от замък Асебург при Волфенбютел.
„Господарите фон Вулфересбутле“ са споменати за пръв път през 1118 г. Видекинд произлиза от „господарите и графовете фон Шладен“, които са фогтове на Волфенбютел/Вулферисбутле, които също се наричат и господари „дон Дорщат“.
Видекинд е министериал при маркграф Екберт II фон Майсен (1090) от род Брунони.
Водният дворец се създава при селището Вулферисбутле над река Окер на търговски път от Рейн за Елба, който се ползва от търговците и монасите, тръгнали на поклонение от епископствата Халберщат и Хилдесхайм. Крепостта трябва да служи като закрила на пътуващите през несигурни времена. От крепостта се създава днешният град Волфенбютел.
Син му Буркхард I фон Волфенбютел е фогт на Клайн Хайнинген. Потомците му стават графове на Пайне. Роднина е с фамилиите на господарите „фон Бартенслебен“, „фон Апенбург“, „фон Бервинкел“ и „фон Винтерфелд“.
През 1255 г. правнук му Гунцелин фон Волфенбютел отказва да се закълне пред херцог Албрехт I фон Брауншвайг и той унищожава замъка Волфенбютел.

## Деца
Видекинд фон Волфенбютел има един син:
- Буркхард I фон Волфенбютел († сл. 1154), фогт на Клайн Хайнинген; баща на три сина:
  - Екберт I фон Волфенбютел († сл. 1191/1193, фогт на Хайнинген и министериал на Хайнрих Лъв, женен за фон Бивенде; баща на:
    - дъщеря фон Волфенбютел († сл. 1234), омъжена за фон Остероде
    - Гунцелин фон Волфенбютел-Пайне († 1255), основава линията фон дер Асебург.
    - Екберт фон Волфенбютел († сл. 1204)
    - Гертруд фон Волфенбютел († сл. 1218)

  - Буркхард фон Волфенбютел († сл. 1154/сл. 1181)
  - Видекинд фон Волфенбютел († сл. 1181)